# Schaquilla Nunn
Schaquilla Marie Nunn (ur. 7 lipca 1994 w Fayetteville) – amerykańska koszykarka występująca na pozycji środkowej, od 2024 zawodniczka 1KS Ślęzy Wrocław.
20 lipca 2023 dołączyła do 1KS Ślęzy Wrocław.

## Osiągnięcia
Stan na 13 marca 2024, na podstawie, o ile nie zaznaczono inaczej.

### NCAA
- Uczestniczka rozgrywek:
  - II rundy turnieju NCAA (2017)
  - turnieju NCAA (2014, 2017)
- Mistrzyni turnieju konferencji Big South (2014)
- Wicemistrzyni sezonu zasadniczego konferencji Big South (2013)
- Defensywna zawodniczka roku konferencji Big South (2015)
- Najlepsza pierwszoroczna zawodniczka konferencji Big South (2013)
- Laureatka nagrody Chancellor's Honors Banquet Scholar Athlete Award (2017)
- Zaliczona do:
  - I składu:
    - Big South (2015)
    - najlepszych debiutantek Big South (2013)
    - first-year SEC Academic Honor Roll (2017)
    - Big South All-Academic Team (2015)

  - honorable mention All-Big South (2014)

### Drużynowe
- Mistrzyni:
  - Azji Zachodniej (2019)
  - Iranu (2022)
  - Libanu (2019)
  - Egiptu (2020)
- Brązowa medalistka Pucharu Mistrzyń Afryki FIBA (2020)
- Zdobywczyni Pucharu Niemiec (2018)
- Finalistka:
  - Pucharu Libanu (2019)
  - Superpucharu Libanu (2019)

### Indywidualne
(* – nagrody przyznane przez portale eurobasket.com, asia-basket.com)
- MVP:
  - finałów mistrzostw:
    - Egiptu (2020)
    - Iranu (2022)
    - Libanu (2019)

  - sezonu libańskiej ligi WLBL (2019)*
  - kolejki:
    - OBLK (8  – 2023/2024)[6]
    - II ligi niemieckiej (15 – 2017/2018)*
- Najlepsza*:
  - zagraniczna zawodniczka libańskiej ligi WLBL (2019)
  - środkowa libańskiej ligi WLBL (2019)
- Zaliczona do:
  - I składu kolejki OBLK (3, 7, 8, 10, 16 – 2023/2024)[7][8][9][10][11]
  - składu honorable mention II ligi niemieckiej (2018)*
- Liderka:
  - strzelczyń ligi libańskiej (2019)
  - w zbiórkach:
    - Pucharu Mistrzyń Afryki FIBA (2020 – 14,5)
    - libańskiej ligi WLBL (2019 – 19,3)

  - Pucharu Mistrzyń Afryki FIBA w blokach (2020 – 2,3)